# Young Team
Young Team är det skotska bandet Mogwais debutalbum. Det släpptes 1997 och producerades av Paul Savage och Andy Miller.

## Låtlista
Samtliga låtar på skivan är skrivna av Stuart Braithwaite, Dominic Aitchison, Martin Bulloch och John Cummings. Texten till "R U Still in 2 It?" är skriven av Aidan Moffat.
1. "Yes! I Am a Long Way from Home" – 5:57
2. "Like Herod" – 11:41
3. "Katrien" – 5:24
4. "Radar Maker" – 1:35
5. "Tracy" – 7:19
6. "Summer" (Priority version) – 3:28
7. "With Portfolio" – 3:10
8. "R U Still in 2 It" – 7:20
9. "A Cheery Wave from Stranded Youngsters" – 2:18
10. "Mogwai Fear Satan" – 16:19